# علا عباس
علاء عباس (عربی: علاء عباس؛ زاده ۲۷ ژوئیهٔ ۱۹۹۳ در بغداد) بازیکن فوتبال اهل عراق است که در پست مهاجم برای باشگاه ورزشی الزورا بازی می‌کند.